# 组氨酸钠
组氨酸钠是一种氨基酸盐，化学式为C6H8N3O2Na。

## 制备
组氨酸钠可由组氨酸和氢氧化钠反应制得。
它和二溴三(4-甲苯基)锑反应，可以得到二(组氨酸)三(4-甲苯基)锑。它和醛反应，可以得到相应的席夫碱。